# 홍익한
홍익한(洪翼漢, 본명: 홍습, 본명 한자: 洪霫, 1586년 12월 31일~1637년 3월 30일)은 조선 인조 시대의 삼학사(三學士)의 일원이기도 한 절신(節臣)이자 충신(忠臣)이다. 자(字)는 택원(澤遠)·백승(伯升)이고, 호(號)는 화포(花浦)·운옹(雲翁)이며, 본관(本貫)은 남양(南陽)이고, 시호(諡號)는 충정(忠正)이다.
그는 17세기 시절 조선 인조 시대의 문신(文臣) 겸 관료 출신이며, 시조 시인 겸 수묵 서화가 등으로도 활약했던 서예가 겸 정치인 출신으로, 1636년 당시의 병자호란(丙子胡亂) 시절의 3대 항쟁 열사였던 삼학사(三學士)의 일원이었다. 개명(改名)하기 이전의 아명(兒名)은 홍습(洪霫)이며, 그의 친인척 가운데 허윤(許玧, 장인은 홍익한 내외의 맏사위 심익선.)은 외손녀사위(외손서)이기도 하다.

## 생애
여섯살때였던 1591년(선조 25년)에서부터 큰아버지(홍대성)의 양자로 출계된 그는 훗날 장성하여 1615년(광해군 8년) 식년생원시에 갑과 2등 입격하여 9년간의 생원이 된 후 1624년(인조 2년) 정시문과에 장원급제하여 성균관 사서(司書)를 거쳐 1626년까지 사헌부 장령 등을 지냈다. 그 후 1628년까지 2년 동안을 경상도 고령현감까지 지냈지만 현감으로 있으면서 목민(牧民)의 방식에 어긋나는 다수 부적절 행습을 자행하고 있다는 김육(金堉)의 탄핵으로 인하여 1628년, 고령현감을 스스로 사퇴하였으며 결국 강화유수부 향리로 낙향하여 장래의 후진(후학)의 양성에만 전념하고 있었었고 1629년 당시 평안도 평양 서윤으로 잠시 임명되었지만 이듬해(1630년)에 차라리 그마저도 그만두었다. 그로부터 6년 후, 1636년 청나라가 조선을 속국시하는 상당히도 모욕적인 조건을 내세워 사신(용골대)을 보내오자, 청 사신을 죽임으로써 차라리 모욕을 씻자고 주장하였다. 결국 그 해 병자호란이 일어나자 최명길의 주화론을 극구 반대하였다. 결국 남한산성에서 왕(인조 이종)이 홍타이지(청 태조 숭덕제)한테 이른바 삼전도의 굴욕으로써 항복하자, 자신의 두 제자 윤집·오달제 등과 함께 청군(淸軍)들한테 끌려갔고, 그것으로 하여금 결국 청나라에 잡혀가 사살됨으로써 죽음을 당하니 이들을 삼학사라고 하였다.

## 사후
죽은 후 동료 병자호란 항쟁 열사 김익겸(남한산성의 삼전도의 굴욕이라는 정축하성이 유발되기 직전에 강화산성의 남문에서 분신 순절)과, 그리고 같은 이역만리 타국의 장소에서 자신과 함께 꼿꼿한 기개가 넘치는 죽음의 절개로써 순절한 두 제자 윤집·오달제 등과 모두 함께 죽음의 충절 등을 높고 길이 평가받음과 동시에 절박스럽던 우국충정 등을 사후 인정받아, 결국 병자호란 관련 항쟁으로 말미암아 죽은 4명은 모두 대광보국숭록대부 및 영의정에 추서(추증)되었다.

## 가계
- 증조부 : 홍서주(洪叙疇) - 관찰사 역임.
  - 조부 : 홍애(洪磑)
    - 아버지 : 홍이성(洪以成) - 진사 출신.
    - 어머니 : 부여 김씨 - 김임(金琳, 김림)의 딸
    - 생가 친형 : 홍침(洪𩂈)
    - 생가 친제 : 홍붕(洪䨜)
    - 생가 친제 : 홍회(洪𩆁)
    - 양부(백부) : 홍대성(洪大成) - 큰아버지 홍대성 부부의 외동딸(1녀 남양 홍씨, 1580~1588)은 어린 시절에 질병으로 인하여 요절.
    - 양모(백모) : 신평 이씨 - 이선(李宣)의 딸
      - 부인(초배) : 양천 허씨 - 군수 허식(許寔)의 딸
        - 딸(장녀) : 남양 홍씨(1604~1675)
        - 사위 : 청송 심씨 심익선(沈翼善, 1612~1668) - 영의정 심지원(沈之源, 1593~1662)의 아들, 황해도 풍덕부사 역임.

      - 부인(계배) : 능성 구씨 - 진사 구곤원(具坤源)의 딸
        - 딸(차녀) : 남양 홍씨(1617~1691)
        - 사위 : 예안 이씨 이방(李炐, 1622~1694) - 이환(李瓛, 1591~1648, 생원 이국량(李國亮, 1572~ ?)의 아들)의 아들.

## 관련 문화재
- 홍익한 택지 - 강화군 향토유적 제17호

## 같이 보기
- 병자호란
- 삼학사
- 남한산성
- 오달제
- 윤집
- 심지원